# UEFA Women's Futsal Championship 2019
Il campionato europeo di calcio a 5 femminile 2019 (ufficialmente UEFA Women's Futsal Championship 2019) è stato la 1ª edizione del torneo.  La competizione è iniziata il 21 agosto 2018 per finire il 17 febbraio 2019.

## Squadre partecipanti
Un totale di 23 nazionali femminili partecipano alla prima edizione del campionato europeo.

### Ranking nazioni
Il ranking viene calcolato in base a:
- Fase finale e qualificazioni del campionato europeo 2016
- Fase finale e qualificazioni del campionato mondiale 2016
- Fase finale e qualificazioni del campionato europeo 2018

| Turno principale | Turno principale | Turno principale | Turno principale |
| Rank             | Federazione      | Coeff.           | Urna             |
| ---------------- | ---------------- | ---------------- | ---------------- |
| 1                | Russia           | 10.171           | 1                |
| 2                | Spagna           | 10.022           | 1                |
| 3                | Portogallo       | 9.633            | 1                |
| 4                | Kazakistan       | 9.000            | 1                |
| 5                | Ucraina          | 8.389            | 2                |
| 7                | Italia           | 7.444            | 2                |
| 8                | Serbia           | 6.833            | 2                |
| 9                | Slovenia         | 6.500            | 2                |
| 10               | Croazia          | 4.278            | 3                |
| 11               | Ungheria         | 4.111            | 3                |
| 12               | Rep. Ceca        | 3.611            | 3                |
| 13               | Romania          | 3.500            | 3                |
| 14               | Polonia          | 3.389            | 4                |

| Turno preliminare | Turno preliminare | Turno preliminare | Turno preliminare |
| Rank              | Federazione       | Coeff.            | Urna              |
| ----------------- | ----------------- | ----------------- | ----------------- |
| 16                | Slovacchia        | 2.944             | 1                 |
| 17                | Bielorussia       | 2.889             | 1                 |
| 18                | Paesi Bassi       | 2.278             | 1                 |
| 20                | Belgio            | 2.111             | 2                 |
| 23                | Finlandia         | 1.694             | 2                 |
| 26                | Moldavia          | 0.833             | 2                 |
| 29                | Svezia            | 0.778             | 3 o 4             |
| 36                | Armenia           | 0.500             | 3 o 4             |
| 40                | Lituania          | 0.389             | 3 o 4             |
| NR                | Irlanda del Nord  | —                 | 3 o 4             |

Note
- (NR) – Nazione senza ranking

### Formula
- Turno preliminare (21 - 26 agosto 2018)

Tre gironi da tre o quattro squadre.

Ogni girone conterrà una squadra da ognuna delle quattro fasce, classificate in base al ranking per coefficienti.

Le tre vincitrici dei gironi passano il turno.
- Turno principale (11 - 16 settembre 2018)

Le 16 squadre si affronteranno in quattro gironi da quattro, già sorteggiati.

Le quattro vincitrici dei gironi si qualificano per la fase finale a febbraio.
- Final four (14 - 17 febbraio 2019)

Le 4 squadre si affronteranno in un torneo ad eliminazione diretta. Una di queste squadre ospiterà il torneo.

## Turno preliminare

### Gruppo A
| Squadra          | P.ti | G | V | N | P | GF | GS | DR  |
| ---------------- | ---- | - | - | - | - | -- | -- | --- |
| Svezia           | 9    | 3 | 3 | 0 | 0 | 21 | 10 | +11 |
| Paesi Bassi      | 4    | 3 | 1 | 1 | 1 | 11 | 10 | +1  |
| Belgio           | 4    | 3 | 1 | 1 | 1 | 10 | 14 | -4  |
| Irlanda del Nord | 0    | 3 | 0 | 0 | 3 | 8  | 16 | -8  |

| Arbitri: | Adrian Tschopp Arttu Kyynaeraeinen |

|                                                           |           |                                                                            |
| De Vos 14'29'’ Oliveira 20'21'’ Huizinga 37'13'’, 38'04'’ | Marcatori | 8'35'’, 36'40'’ Vaseghpanah 22'26'’ Chamoun 26'42'’ Jansson 28'03'’ Kogsta |

| Arbitri: | Patrik Porkert Daniel Deca |

|                                               |           |                                                                  |
| Mearns 13'16'’ McKay 16'08'’ Dempster 32'58'’ | Marcatori | 4'01'’ Van Roie 14'16'’ Courtois 17'56'’ Verdonck 30'09'’ Toloba |

| Arbitri: | Daniel Deca Adrian Tschopp |

|                                          |           |                                           |
| Van Roie 23'20'’, 38'11'’ Toloba 37'04'’ | Marcatori | 8'49'’, 35'23'’ Schepers 26'05'’ Oliveira |

| Arbitri: | Arttu Kyynaeraeinen Patrik Porkert |

|                                                  |           | |
| Weatherall 6'14'’ Harkness 31'32'’ McKay 39'17'’ | Marcatori | 5'42'’, 14'42'’ Vaseghpanah 11'54'’, 19'45'’ Chamoun 22'03'’, 23'12'’ Varli 29'20'’, 35'56'’ Aguilar |

| Arbitri: | Daniel Deca Arttu Kyynaeraeinen |

| |           |                                                    |
| Varli 14'46'’, 20'42'’, 32'14'’ Vaseghpanah 19'35'’ (rig.), 22'22'’ Aguilar 28'48'’ Chamoun 35'38'’ Hjelm 38'38'’ | Marcatori | 2'20'’, 18'57'’ (rig.) Toloba 19'15'’ Bourtembourg |

| Arbitri: | Adrian Tschopp Patrik Porkert |

|                                                      |           |                                      |
| Prijs 1'11'’ Van Ee 7'51'’, 29'13'’ Brueren 34:'03'’ | Marcatori | 11'07'’ Caldwell 36'50'’ McFrederick |

### Gruppo B
| Squadra    | P.ti | G | V | N | P | GF | GS | DR  |
| ---------- | ---- | - | - | - | - | -- | -- | --- |
| Finlandia  | 6    | 2 | 2 | 0 | 0 | 13 | 2  | +11 |
| Slovacchia | 1    | 2 | 0 | 1 | 1 | 3  | 4  | -1  |
| Lituania   | 1    | 2 | 0 | 1 | 1 | 1  | 11 | -10 |

| Arbitri: | Veljko Bošković Ugur Cakmak |

|  |           | |
|  | Marcatori | 2'29'’ Hannula 4'37'’, 39'31'’ Tjeder 8'04'’ Sutinen 8'1'’, 23'09'’ Pöyry 20'53'’ Juntikka 23'35'’ Häkli 28'14'’, 39'30'’ Jokisalo |

| Arbitri: | Ugur Cakmak Yevhen Hordiienko |

|                                                  |           |                           |
| Hannula 4'30'’ Jokisalo 11'08'’ Juntikka 25'11'’ | Marcatori | 0'40'’, 31'12'’ Wienerová |

| Arbitri: | Yevhen Hordiienko Ugur Cakmak |

|                         |           |                  |
| Baniková 39'05'’ (rig.) | Marcatori | 38'23'’ Potapova |

### Gruppo C
| Squadra     | P.ti | G | V | N | P | GF | GS | DR |
| ----------- | ---- | - | - | - | - | -- | -- | -- |
| Bielorussia | 4    | 2 | 1 | 1 | 0 | 8  | 5  | +3 |
| Armenia     | 3    | 2 | 1 | 0 | 1 | 3  | 5  | -2 |
| Moldavia    | 1    | 2 | 0 | 1 | 1 | 3  | 4  | -1 |

| Arbitri: | Yusif Nurullayev Jacob Pawlowski |

|  |           |                   |
|  | Marcatori | 4'55'’ Karapetyan |

| Arbitri: | Kreshnik Hakrama Yusif Nurullayev |

|                                               |           |                                                                    |
| Hovhanisyan 9'45'’ Khachatryan 27'01'’ (rig.) | Marcatori | 13'50'’ Lutskevich 16'15'’, 17'27'’, 32'52'’ Linnik 38'45'’ Popova |

| Arbitri: | Jacob Pawlowski Kreshnik Hakrama |

|                                             |           |                                          |
| Buyko 31'20'’ Linnik 34'27'’ Popova 36'41'’ | Marcatori | 24'08'’, 24'56'’ Ciobanu 39'34'’ Caraman |

## Turno principale

### Gruppo 1
| Squadra | P.ti | G | V | N | P | GF | GS | DR  |
| ------- | ---- | - | - | - | - | -- | -- | --- |
| Spagna  | 9    | 3 | 3 | 0 | 0 | 26 | 1  | +25 |
| Italia  | 6    | 3 | 2 | 0 | 1 | 14 | 9  | +5  |
| Polonia | 3    | 3 | 1 | 0 | 2 | 5  | 16 | -11 |
| Romania | 0    | 3 | 0 | 0 | 3 | 5  | 24 | -19 |

| Arbitri: | Petar Radojcic Marjan Mladenovsk |

|                                                                                          |           |                   |
| Giuliano 0'46'’ Belli 11'03'’ Da Silva 14'54’, 25'54'’ Xhiaxho 21'04'’ D'Incecco 39'49'’ | Marcatori | 6'18'’ Włodarczyk |

| Arbitri: | Irina Velikanova iAleš Mocnik Peric |

| |           |            |
| Ampi 0'18'’, 6'55'’, 21'07'’, 29'33'’ Anita 5'16'’ Mayte 9'28'’ Sotelo 11'09'’, 16'44'’, 24'43'’, 31'31'’, 36'26'’ Campoy 14'6’ | Marcatori | 25'09’ Ion |

| Arbitri: | Marjan Mladenovsk Irina Velikanova |

|                                |           | |
| Raduc 29'12'’ Barabaşi 32'51'’ | Marcatori | 0'15'’ (pen.) Da Silva 5'23'’ Belli 11'40'’ Luciani 12'59'’ D'Incecco 20'36'’ Mansueto 27'19'’ (rig.), 37'10'’ Giuliano 28'21'’ Pomposelli |

| Arbitri: | Aleš Mocnik Peric Petar Radojcic |

| |           |  |
| Romero 7'27'’ Sotelo 8'13'’, 22'48'’ Anita 21'18'’ Mayte 26'25'’ García 28'25'’, 34'56'’ Samper 29'13'’ | Marcatori |  |

| Arbitri: | Irina Velikanova Marjan Mladenovski |

|                                                               |           |                           |
| Włodarczyk 8'51'’ Lichtenstein 14'48'’, 19'58'’ Zajaç 15'34'’ | Marcatori | 11'49'’, 18'23'’ Barabaşi |

| Arbitri: | Petar Radojcic Aleš Mocnik Peric |

|  |           |                                                                                       |
|  | Marcatori | 5'07'’ Velasco 17'59'’ Mayte 18'37'’ Sotelo 20'34'’ Peque 29'19'’ Romero 30'29'’ Ampi |

### Gruppo 2
| Squadra  | P.ti | G | V | N | P | GF | GS | DR  |
| -------- | ---- | - | - | - | - | -- | -- | --- |
| Russia   | 7    | 3 | 2 | 1 | 0 | 16 | 2  | +14 |
| Croazia  | 6    | 3 | 2 | 0 | 1 | 9  | 13 | -4  |
| Svezia   | 4    | 3 | 1 | 1 | 1 | 9  | 6  | +3  |
| Slovenia | 0    | 3 | 0 | 0 | 3 | 3  | 16 | -13 |

| Arbitri: | Ingus Puriņš Mario Bohun |

|                                  |           |                         |
| Fedorova 30'35'’ Vorobey 31'43'’ | Marcatori | 7'55'’, 35'56'’ Chamoun |

| Arbitri: | Chiara Perona Vlad Nicolae Ciobanu |

|                                                                          |           |                              |
| Matijevic 5'21'’, 19'21'’, 31'10'’, 38'39'’ Brkan 24'01'’ Horvat 26'58'’ | Marcatori | 25'02'’ Vojsk 33'51'’ Vrabel |

| Arbitri: | Chiara Perona Ingus Puriņš |

|  |           |                                                                                     |
|  | Marcatori | 9'26'’ Fedorova 17'47'’ Olkova 24'35'’ Korzhova 28'02'’ Samorodova 34'54'’ Danilova |

| Arbitri: | Vlad Nicolae Ciobanu Ingus Puriņš |

|                                           |           |                             |
| Matijevic 22'35'’, 36'38'’ Nemčić 26'54'’ | Marcatori | 19'53'’ Hjelm 20'48'’ Varli |

| Arbitri: | Vlad Nicolae Ciobanu Balázs Farkas |

|                                                                  |           |                |
| Kogsta 20'32'’, 29'48'’ Varli 25'06'’ Poli 34'46'’ Hjelm 37'29'’ | Marcatori | 17'39'’ Vrabel |

| Arbitri: | Chiara Perona Ingus Puriņš |

| |           |  |
| Olkova 12'01'’, 12'34'’ Brkan 19'45'’ (aut.) Durandina 22'46'’ Vorobey 24'54'’ Krupina 26'32'’, 34'40'’ Tomic 29'28'’ (aut.) Danilova 29'41'’ | Marcatori |  |

### Gruppo 3
| Squadra     | P.ti | G | V | N | P | GF | GS | DR  |
| ----------- | ---- | - | - | - | - | -- | -- | --- |
| Ucraina     | 7    | 3 | 2 | 1 | 0 | 15 | 6  | +9  |
| Ungheria    | 7    | 3 | 2 | 1 | 0 | 16 | 11 | +5  |
| Bielorussia | 3    | 3 | 1 | 0 | 2 | 13 | 8  | +5  |
| Kazakistan  | 0    | 3 | 0 | 0 | 3 | 4  | 23 | -19 |

| Arbitri: | Stefan Vrijens Valentin Ciuplea |

|  |           |                                                                                                 |
|  | Marcatori | 0'44'’, 15'30'’, 26'21'’ Popova 4'42'’ (rig.), 6'17'’, 26'39'’ Linnik 7'05'’, 29'57'’ Pelyovina |

| Arbitri: | Nicola Manzione Yiangos Yiangou |

|                                                                            |           |                                                               |
| Dudarchuk 12'31'’ (t.l.) Forsiuk 20'29'’ Sydorenko 22'07'’ Babenko 22'27'’ | Marcatori | 6'47'’, 29'01'’ Kota 10'11'’ Sipos 31'47'’ (aut.) Sagaidachna |

| Arbitri: | Valentin Ciuplea Nicola Manzione |

| |           |                                                                                 |
| Kracsenics 10'59'’, 23'48'’ Kota 12'26'’ (rig.), 35'26'’, 39'55'’ Csepregi 19'29'’ Szabó 27'50'’ Gál 28'01'’ | Marcatori | 0'45'’ (aut.) Szabó 13'39'’ Karazhanova 30'26'’ Kirgibaeva 32'07'’ Sadvakassova |

| Arbitri: | Yiangos Yiangou Stefan Vrijens |

|                                                                             |           |                        |
| Forsiuk 21'25'’ Dubytska 25'59'’ Dudarchuk 29'56'’ Sydorenko 38'34'’ (rig.) | Marcatori | 1'50'’, 14'09'’ Popova |

| Arbitri: | Nicola Manzione Stefan Vrijens |

|                                                           |           |                                                       |
| Shatsilenia 11'16'’ Kharlanova 14'11'’ Slesarchik 25'48'’ | Marcatori | 4'01'’ Krascsenics 5'34'’ Gelb 11'47'’, 36'41'’ Szabó |

| Arbitri: | Valentin Ciuplea Yiangos Yiangou |

|  |           | |
|  | Marcatori | 0'56'’ (aut.) Vlassova 4'43'’ Dubytska 16'36'’ (t.l.) Dudarchuk 21'53'’ (aut.) Karazhanova 24'23'’ Sydorenko 25'31'’ Volovenko 25'54'’ (rig.) Forsiuk |

### Gruppo 4
| Squadra    | P.ti | G | V | N | P | GF | GS | DR  |
| ---------- | ---- | - | - | - | - | -- | -- | --- |
| Portogallo | 9    | 3 | 3 | 0 | 0 | 26 | 1  | +25 |
| Finlandia  | 6    | 3 | 2 | 0 | 1 | 15 | 7  | +8  |
| Rep. Ceca  | 3    | 3 | 1 | 0 | 2 | 9  | 18 | -9  |
| Serbia     | 0    | 3 | 0 | 0 | 3 | 2  | 26 | -24 |

| Arbitri: | Simon Todorovič Maksim Dzeikala |

|                                   |           | |
| Izgarević 19'06'’ Čanović 30'11'’ | Marcatori | 1'31'’, 20'44'’ Kykkänen 6'59'’, 26'50'’, 38'18'’ Juntikka 18'43'’ Sutinen 28'18'’ Jokisalo 32'07'’ Keränen |

| Arbitri: | Yaroslav Vovchok Damian Jaruchiewicz |

| |           |  |
| Janice Silva 1'42'’, 24'38'’ Lídia Moreira 7'05'’, 27'14'’, 29'25'’ Carla Vanessa 8'45'’, 38'38'’ Jenny 10'37'’ Azevedo 26'30'’ Ferreira 38'10'’, 39'50'’ Pisko 39'02'’ | Marcatori |  |

| Arbitri: | Maksim Dzeikala Yaroslav Vovchok |

|                                                                                              |           |  |
| Hýlová 3'28'’, 33'02'’ Koplíkova 6'31'’ Odehnalová 7'45'’, 24'21'’, 29'50'’ Plzakova 36'43'’ | Marcatori |  |

| Arbitri: | Damian Jaruchiewicz Simon Todorovič |

|                                                         |           |               |
| Jenny 5'50'’ Catia Morgado 18'27'’ Ana Catarina 39'59'’ | Marcatori | 12'45'’ Pöyry |

| Arbitri: | Yaroslav Vovchok Damian Jaruchiewicz |

|                                                                                                 |           |                         |
| Setälä 4'16'’, 8'25'’ Hannula 29'09'’ Juntikka 29'29'’ Odehnalová 33'29'’ (aut.) Tjeder 35'10'’ | Marcatori | 24'30'’, 36'32'’ Hýlová |

| Arbitri: | Simon Todorovič Maksim Dzeikala |

|  |           | |
|  | Marcatori | 1'01'’, 9'35'’ Ferreira 3'26'’, 22'12'’, 34'53'’ Catia Morgado 7'10'’, 26'17'’ Carla Vanessa 16'18'’ Taninha 17'21'’, 39'54'’ Jenny 36'16'’ Janice Silva |

## Final four
| Gruppo | Squadra    |
| ------ | ---------- |
| 1      | Spagna     |
| 2      | Russia     |
| 3      | Ucraina    |
| 4      | Portogallo |

### Tabellone
|  | Semifinali | Semifinali | Semifinali |            |        | Finale          | Finale          | Finale          |  |
|  |            |            |            |            |        |                 |                 |                 |  |
|  | Russia     | Russia     | 0          |            |        |                 |                 |                 |  |
|  | Russia     | Russia     | 0          |            |        |                 |                 |                 |  |
|  | Spagna     | Spagna     | 5          |            |        |                 |                 |                 |  |
|  | Spagna     | Spagna     | 5          |            | Spagna | Spagna          | 4               |                 |  |
|  |            |            |            |            | Spagna | Spagna          | 4               |                 |  |
|  |            |            | Portogallo | Portogallo | 0      |                 |                 |                 |  |
|  | Ucraina    | Ucraina    | Portogallo | Portogallo | 0      | 1               |                 |                 |  |
|  | Ucraina    | Ucraina    |            |            |        | 1               |                 |                 |  |
|  | Portogallo | Portogallo | 5          |            |        | Finale 3º posto | Finale 3º posto | Finale 3º posto |  |
|  | Portogallo | Portogallo | 5          |            |        |                 |                 |                 |  |
|  |            |            |            |            |        |                 |                 |                 |  |
|  |            |            |            |            |        | Russia (dcr)    | Russia (dcr)    | 2 (3)           |  |
|  |            |            |            |            |        | Russia (dcr)    | Russia (dcr)    | 2 (3)           |  |
|  |            |            |            |            |        | Ucraina         | Ucraina         | 2 (2)           |  |

### Semifinali
| Arbitri: | Gelareh Nazemideylami Zari Fathi Fatma Özlem Tursun |

|  |           |                                                                              |
|  | Marcatori | 17'33'’ Sotelo 19'35'’, 25'56'’ Romero 22'10'’ Gómez González 37'39'’ Samper |

| Arbitri: | Irina Velikanova Raquel Gonzalez Ruano Chiara Perona |

|                   |           |                                                                           |
| Sydorenko 21'51'’ | Marcatori | 13'26'’, 38'18'’ Janice Silva 27'32'’, 39'06'’ Fifó 32'29'’ Carla Vanessa |

### Finale 3º posto
| Arbitri: | Raquel Gonzalez Ruano Zari Fathi Fatma Özlem Tursun |

|                                  |                      |                                                |
| Danilova 8'22'’ Lebedeva 14'46'’ | Marcatori            | 17'56'’ (t.l.) Volovenko 28'23'’ (rig.) Tytova |
| Filisova Chernova Olkova         | Tiri di rigore 3 – 2 | Dubytska Volovenko Forsiuk                     |

### Finale
| Arbitri: | Chiara Perona Irina Velikanova Gelareh Nazemideylami |

|                                                        |           |  |
| Mayte 3'02'’ Anita 5'10'’ Romero 9'30'’ Sotelo 35'55'’ | Marcatori |  |

## Classifica marcatrici
| Posizione | Giocatrice          | PR | MR | FT | Totale |
| --------- | ------------------- | -- | -- | -- | ------ |
| 1         | Vanessa Sotelo      | —  | 8  | 2  | 10     |
| 2         | Anastasia Linnik    | 4  | 3  | —  | 7      |
| 2         | Anastasia Popova    | 2  | 5  | —  | 7      |
| 2         | Susan Varli         | 5  | 2  | —  | 7      |
| 5         | Tomislava Matijevic | —  | 6  | —  | 6      |
| 5         | Tiia Juntikka       | 2  | 4  | —  | 6      |
| 5         | Daniella Chamoun    | 4  | 2  | —  | 6      |
| 5         | Nazanin Vaseghpanah | 6  | 0  | —  | 6      |
| 9         | Gabriella Kota      | —  | 5  | —  | 5      |
| 9         | Janice Silva        | —  | 3  | 2  | 5      |
| 9         | Carla Vanessa       | —  | 4  | 1  | 5      |
| 9         | Ampi                | —  | 5  | 0  | 5      |
| 9         | Amélia Romero       | —  | 2  | 3  | 5      |

## Premi
| Premio                       | Giocatrice     |
| ---------------------------- | -------------- |
| Miglior giocatore del torneo | Vanessa Sotelo |
| Scarpa d'Oro                 | Vanessa Sotelo |

## Classifica finale
| Pos. | Squadra    |
| ---- | ---------- |
|      | Spagna     |
|      | Portogallo |
|      | Russia     |
| 4    | Ucraina    |